# دکرز (کلرادو)
دکرز (به انگلیسی: Deckers) یک منطقهٔ مسکونی در ایالات متحده آمریکا است که در شهرستان داگلاس، کلرادو واقع شده‌است. دکرز ۱٬۹۵۰ متر بالاتر از سطح دریا واقع شده‌است.